# Kazimierz Bogucki (podporucznik)
Kazimierz Bogucki (zm. 23 września 1920 pod Zasławiem) – podporucznik kawalerii Wojska Polskiego, kawaler Orderu Virtuti Militari.

## Życiorys
W sierpniu 1916 wstąpił do I Brygady Legionów Polskich, a w listopadzie 1918 do Wojska Polskiego. Służył w Dowództwie Okręgu Generalnego Lwów.
14 lipca 1920, w czasie wojny polsko-bolszewickiej, objął dowództwo dywizjonu karabinów maszynowych jazdy Detachement rtm. Abrahama, który latem 1920 został dołączony do 5 pułku ułanów w trakcie bitwy o Lwów. Dywizjon ppor. Boguckiego, określany jako „lwowskie dzieci”, odznaczył się odwagą i bohaterstwem podczas tychże walk. Zmarł 23 września 1920 z ran odniesionych tego samego dnia w bitwie pod Zasławiem.

## Ordery i odznaczenia
- Krzyż Srebrny Orderu Virtuti Militari nr 3374 – pośmiertnie[1][9][10]